# Барак Обама
Барак Хусейн Обама II (на английски: Barack Hussein Obama II) е 44-тият президент на САЩ, от Демократическата партия. Избран е на 4 ноември 2008 г. и встъпва в длъжност на 20 януари 2009 г. Барак Обама е първият цветнокож в историята, който е избран на този пост. Награден е с Нобелова награда за мир през 2009 г.
На 6 ноември 2012 е преизбран на президентския пост в конкуренция с републиканеца Мит Ромни, въпреки недоволството на американците от ниския икономически растеж и трайно високата безработица по време на първия мандат.

## Ранни години
Обама е роден на 4 август 1961 г. в Хонолулу, Хавай, САЩ. Родителите му, Барак Обама-старши – чернокож кениец от етническата група луо, и Ан Данъм – бяла американка от Канзас, се запознават докато следват в Хавайския университет, сключват брак, но се развеждат през 1964. Причината е, че бащата получава стипендия за Харвардския университет, която не е достатъчна, за да издържа съпругата и сина си, затова заминава сам. След развода и двамата създават нови семейства, а детето остава под грижите на майка си и живее известно време в Индонезия. Бащата на Обама се завръща в Кения и успява да види сина си само още веднъж (през 1972) преди да загине в автомобилна катастрофа през 1982. Обама изкарва 4 години в Индонезия, после се завръща в Хонолулу, където живее с родителите на майка си до завършването на средното си образование през 1979. След това учи 2 години в университет в Лос Анджелис и се прехвърля в Колумбийския университет в Ню Йорк, откъдето излиза с диплома по политология и международни отношения.
Още преди да се дипломира, настоящият президент започва своите първи професионални начинания. Работи в консултантско бюро за международни фирми. В началото е асистент по търсенията, а след това финансов анализатор, като тази функция му осигурява собствен офис и секретарка. Въпреки това, не се задържа много там, защото решава да се преориентира към работа за обществото. През лятото на 1985 е в Чикаго (в квартала на чернокожите) и вече ръководи проект за развитие на местната църковна структура, отваряне на бюра за наемане на работа, помага на жителите да получат социални домове и да защитават интересите си. В този си период Барак Обама, израснал без религия, приема протестантството.
През 1987 г. решава да продължи образованието си, подава документи за кандидатстване в много университети и получава съгласие от Харвард през 1988 г. Оттук излиза като юрист. През периода на това си обучение той постига успех като е избран за президент на университетското списание Harvard Law Review. Това е първият случай, в който афроамериканец заема тази позиция, затова събитието е предмет на интереса на медиите. В края на следването си, вместо да стане асистент на съдия Абнер Миква, той се завръща в Чикаго става преподавател по конституционно право в Чикагския университет, където работи до 2004 г. Успоредно с това работи в правна кантора, занимаваща се в областта на гражданските права.

## Семейство
През 1989 г. точно в тази кантора се запознава с Мишел, негов сътрудник и бъдеща съпруга. Двамата сключват брак през 1992 и имат две деца – Малия и Наташа. Мишел е влиятелна фигура в местната демократическа партия и близка с кмета на Чикаго – Ричард Дайли. Тя е тази, която задвижва политическата кариера на своя съпруг.

## Политическа кариера
Обама е изключително активен в своите политически дейности. През 1996 г. е избран в Сената на Илинойс и оглавява комитета за общественото здраве, където се бори за набиране на повече средства за фондовете за борба със СПИН, също е и защитник на каузата на хомосексуалистите. Мандатът му се отличава с одобрението на републиканците относно законите, които прокарва за видео наблюдение на полицейските разпити, против расовата дискриминация и др.
През 2000 г. се надява да бъде избран сред първите кандидати, влизащи в Камарата на представителите на Съединените щати. Получава само 30% от гласовете и отпада от листата. Но той не спира дотук и през 2002 г. се обявява срещу нео-консерваторите за нахлуването в Ирак, като се изказва, че е против една глупава война, основаваща се не на разума и принципите, а на страдание и политика. Той не е единственият, който се противопоставя на войната, задвижена от правителството на Буш, заедно с него са голяма част от мнозинството в Сената.
Година след това събитие, през 2003 г., Обама отново обявява официално своята кандидатура за Сената на САЩ и на 2 ноември 2004 г. е избран, като печели със 70% от гласовете срещу 27% – за неговия противник от републиканците. Тази победа е желана от Обама, но не е и изненадваща, тъй като по време на предизборната си кампания, получава голяма подкрепа от американците. Така той става единственият мулат по това време в Сената и петият в историята.

### Кандидат-президентска кампания
На 10 февруари 2007 г. в Спрингфилд (Илинойс), сенатор Барак Обама обявява, че ще се състезава за номинацията на Демократическата партия на следващите президентски избори в САЩ през 2008. Негов противник в предварителните избори е Хилари Клинтън (също демократ). Борбата между двамата е оспорвана, но Обама печели с мнозинство в по-голяма част от щатите. Хилари Клинтън вече не е сред фаворитите и дава своята подкрепа на съпартиеца си срещу републиканеца Джон МакКейн. Предизборната кампания на Обама се върти около темата за „промяната“ и е съпроводена с лозунг „Да, ние можем“. На 4 ноември 2008 г., когато е датата на президентските избори, има рекордна избирателна активност (63%) и Обама печели 9 милиона гласове повече от противника си МакКейн. Негови привърженици са от различни религии и националности, както и от различни възрастови групи с изключение на тези над 65-годишна възраст. Подкрепят го и много актьори, певци, бизнесмени и политици. На официалната си реч след победата благодари за оказаната подкрепа от всички тях и тъй като началото на новата му кариера започва в контекста на две войни – в Ирак и в Афганистан, на рецесия на американската икономика и световна икономическа криза, той ги определя като основни пунктове на бъдещия си мандат.

### Встъпване в длъжност
Според американската конституция новоизбраният президент и назначената от него администрация вземат своите функции 11 седмици след официалния избор. На 20 януари 2009 година в 12:00 часа американско време, EST (19:00 часа българско) Барак Обама официално встъпва в длъжност като 44-тият президент на САЩ. Това се случва няколко минути преди да положи клетва пред Джон Робъртс, председателя на Върховния съд на Съединените щати.

## Президентство
Първите мерки на Обама са насочени към глобалната финансова криза и включват сериозен пакет от стимули, частично удължаване на данъчните облекчения на Буш, законодателство за реформа на здравеопазването, законопроект за реформа на финансовите регулации и края на голямото военно присъствие на САЩ в Ирак, Обама назначава и съдиите от Върховния съд Елън Кейгън и Соня Сотомайър, втората която става първият латиноамериканец във Върховния съд. Демократите контролират двете камари на Конгреса, докато републиканците печелят мнозинство в Камарата на представителите на изборите през 2010 г. След изборите президента Обама и републиканците от Конгреса се ангажират да работят за преодоляване на равнището на държавните разходи и тавана на дълга.
В своя втори мандат Барак Обама предприема стъпки за борба с изменението на климата, като подписва важно международно споразумение в областта на климата и изпълнителна заповед за ограничаване на въглеродните емисии. Президентът също така председателства прилагането на Закона за достъпни цени и други законодателни актове, приети в неговия първи мандат, и преговаря за сближаване с Иран и Куба. Броят на американските войници в Афганистан спадна драматично по време на втория му мандат, въпреки че американски войници остават в Афганистан по време на цялото му президентство. Републиканците поемат контрола над Сената след изборите през 2014 г., а Обама продължава да се бори с републиканците от Конгреса за държавните разходи, имиграцията, съдебните номинации и други въпроси.
На проведените президентски избори през 2016 г. той е наследен от популярния бизнесмен и риалити-звезда Доналд Тръмп.

## Годините след президентството
На 20 януари 2017 г. Обама бива наследен от Доналд Тръмп, който е най-възрастният избиран за президент.
На 7 септември 2017 г. Обама заедно с останалите бивши президенти Картър, Буш-баща, Клинтън и Буш-син основават фондация с която да се подпомогнат жертвите от ураганите „Харви“ и „Ирма“.
Президентският център на Барак Обама се очаква да бъде открит най-късно през 2022 г. като строежа се очаква да стартира най-късно през 2019 г. Президентският център ще бъде построен в Чикаго, Илинойс.
Изявява се като чест критик на администрацията на наследника си Доналд Тръмп и често критикува действията му, както и на неговото правителство. На 14 април 2020 г. Обама подкрепя бившия си вицепрезидент Джо Байдън в президентските избори през 2020 като кандидат на Демократическата партия срещу президента Тръмп.